# Escut de Llavorsí

Escut oficial Llavorsí

L'escut oficial de Llavorsí té el següent blasonament:
Escut caironat: de gules, una perla ondada d'argent acompanyada al cap d'una porta d'or. Per timbre una corona mural de vila.

## Història
Va ser aprovat el 10 de setembre de 2001 i publicat en el DOGC el 4 d'octubre del mateix any amb el número 3486.
S'hi representa la situació de Llavorsí, a la confluència de la Noguera Pallaresa i la Noguera de Vallferrera. La porta significa que la vila és l'accés a les altes valls pirinenques del Pallars Sobirà: Àneu, Cardós, Ferrera i Coma de Burg.
Abans d'aquest escut oficial l'ajuntament en va fer servir un sense cap parentiu en què en fons atzur s'hi veia Santa Anna ensenyant a llegir a la Mare de Déu.